# FK Auseklis
El FK Auseklis fue un equipo de fútbol de Letonia que jugó en la Virsliga, la primera división de fútbol en el país.

## Historia
Fue fundado en el año 1944 en la ciudad de Daugavpils con el nombre Daugava al finalizar la Segunda Guerra Mundial y tuvo varios nombres a lo largo de su historia:
- Daugava (1944–1950)
- SKZHD (1952)
- Daugavpils (1955–1956)
- Celtnieks (1959–1963)
- ZSK (1964-1967)
- Lokomotiv (1968–1969)
- Celtnieks (1970–1972)
- Ķīmiķis (1973–1984)
- Celtnieks (1985–1991)
- Sporta skola / Celtnieks (1992)
- Auseklis (1993–1994)

Los mejores años del club fueron a finales de los años 1970 e inicios de años 1990, periodo en el cual fue campeón de liga en dos ocasiones y fue campeón de copa tres veces, incluyendo la primera edición de la Copa de Letonia como país independiente en 1991 al vencer al Forums-Skonto en la final.
Fue también uno de los equipos fundadores de la Virsliga en ese año luego de la disolución de la Unión Soviética y la independencia de Letonia en 1991, y desapareció en 1994.

## Palmarés

### Era Soviética
- Liga Soviética de Letonia: 2

1978, 1980
- Copa Soviética de Letonia: 2

1976, 1979

### Era Independiente
- Copa de Letonia: 1

1991

## Jugadores

### Jugadores destacados
| - Ēriks Grigjans - Ivans Djakovs - Valērijs Kunitskis - Viktors Muzaļevskis - Leonīds Morels - Nikolajs Sysoevs - Pāvels Trubačs - Jurijs Sverdlovs | - Vladimirs Konstantinovs - Valērijs Semenovs - Vasilijs Jurlovs - Jurijs Miropolskis - Mihails Ilyashov - Jevgeņijs Morozovs - Aleksandrs Grigorjevs - Alberts Martjanovs |

## Entrenadores
- Nikolajs Sysoevs (1959–1963)
- Viktors Muzalevskis (interino)
- Genādijs Makarkins
- Jurijs Meļņičenko
- Viktors Muzalevskis (1975)
- Vladimirs Ryba (1976–1981)
- Valērijs Kunitskis (1981–1991)
- Genādijs Pašins (1994)